# Cyathura polita
Cyathura polita är en kräftdjursart som först beskrevs av William Stimpson 1856.  Cyathura polita ingår i släktet Cyathura och familjen Anthuridae. Inga underarter finns listade i Catalogue of Life.